# Gasanlagenprüfung
Die Gasanlagenprüfung (GAP) ist eine ab 1. April 2006 vorgeschriebene Voruntersuchung für Gasantriebsfahrzeuge, bevor diese zur Hauptuntersuchung zugelassen werden.
Die GAP ist auch nach besonderen Ereignissen (z. B. Reparatur, Unfall) notwendig. Nach dem Einbau einer Gasanlage in ein Auto ist eine Gassystem-Einbauprüfung (GSP) erforderlich.